# Amblyseius similicaudalis
Amblyseius similicaudalis är en spindeldjursart som beskrevs av Wolfgang Karg 1998. Amblyseius similicaudalis ingår i släktet Amblyseius och familjen Phytoseiidae. Inga underarter finns listade i Catalogue of Life.